# Sania henryi
Sania henryi är en stekelart som beskrevs av Mason 1983. Sania henryi ingår i släktet Sania och familjen bracksteklar. Inga underarter finns listade i Catalogue of Life.